# Shelley Fabares

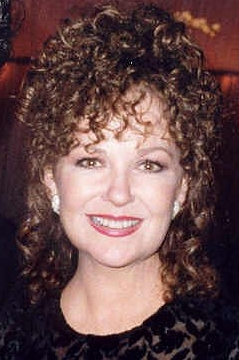
Shelley Fabares bei der Emmy-Verleihung (1991)

Shelley Fabares (/fæˈbreɪ/; bürgerlich Michele Ann Marie Fabares; * 19. Januar 1944 in Santa Monica, Kalifornien) ist eine US-amerikanische Schauspielerin und Sängerin. Sie war Hauptdarstellerin in den Serien Mutter ist die Allerbeste und Mit Herz und Scherz sowie Partnerin von Elvis Presley in drei Filmen. Mit ihrem Titel Johnny Angel erreichte sie im April 1962 den Spitzenplatz in den US-Singlecharts.

## Leben
Fabares ist die Nichte der Schauspielerin und Sängerin Nanette Fabray. Ihre Karriere als Schauspielerin begann im Alter von drei Jahren. Mit zehn Jahren stand sie erstmals für eine Fernsehserie vor der Kamera, in Letter to Loretta an der Seite von Loretta Young. Im darauffolgenden Jahr drehte sie ihren ersten Kinofilm The Girl Rush, in dem sie eine jüngere Version der von Rosalind Russell gespielten Hauptfigur darstellte. Es folgten weitere Nebenrollen beim Kino, doch der Durchbruch erfolgte erst 1958 durch die Besetzung in der Familienserie Mutter ist die Allerbeste (Originaltitel The Donna Reed Show). In der bis 1966 laufenden Serie verkörperte Shelley Fabares in insgesamt über 190 Folgen die Mary Stone, die jugendliche Tochter der von Donna Reed dargestellten Mutter.
Aufgrund der beachtlichen Popularität von Fabares bei Teenagern entstand die Idee, mit ihr auch Schallplatten aufzunehmen (was damals einige Teenagers-Stars machten). Fabares konnte sich dabei in den Jahren 1962 und 1963 mehrfach in den britischen und amerikanischen Charts platzieren. Ihren größten Hit landete sie mit dem Song Johnny Angel, der im April 1962 auf Platz 1 der amerikanischen Singlecharts gelangte. Insgesamt wurden über eine Million Platten von Johnny Angel verkauft. Fabares äußerte in späteren Jahren, keine gute Sängerin gewesen zu sein, und konzentrierte sich bald wieder hauptsächlich auf die Schauspielerei.
1963 verließ Fabares die Donna Reed Show bis auf wenige spätere Gastauftritte, um eine Kinokarriere zu starten. Allerdings erhielt sie in der Folge nur selten gehaltvolle Rollen, unter anderem spielte sie neben Fabian, Barbara Eden und Tab Hunter in dem Surferfilm Surfen auf Leben und Tod (1964) und an der Seite der Herman’s Hermits im Musikfilm Hold On! (1966). Bekanntheit im Kinobereich erlangte sie aber vor allem als dreimalige Filmpartnerin von Elvis Presley bei dessen Filmen Kurven-Lilly (1965), Sag niemals ja (1966) und Nur nicht Millionär sein (1967). In A Time to Sing, einer Filmbiografie über den Country-Musiker Hank Williams, spielte sie 1968 die weibliche Hauptrolle (an der Seite von Hank Williams, Jr., der seinen Vater darstellte).
Als Ende der 1960er-Jahre die Kinoangebote nachließen, wandte sich Fabares wieder verstärkt dem Fernsehen zu. Insbesondere zwischen den 1970er- und 1990er-Jahren war sie Gaststar in vielen bekannten Serien, wobei sie nach eigenen Angaben insbesondere in den 1970ern immer wieder mit Arbeitslosigkeit zu kämpfen hatte. Ihr Auftritt in dem Fernsehfilm Freunde bis in den Tod brachte ihr 1971 eine Nominierung für den Golden Globe Award. Von 1972 bis 1974 spielte sie die Tochter von Brian Keiths Hauptfigur in der Serie Der Nächste bitte! (Originaltitel The Brian Keith Show). Eine weitere Hauptrolle hatte sie von 1976 bis 1977 in der Ärzte-Sitcom Lachen auf Rezept (Originaltitel The Practice), von der zwei Staffeln produziert wurden. Ab 1978 hatte sie für sechs Jahre eine wiederkehrende Nebenrolle in der Sitcom One Day at a Time, in der sie die intrigante Francine Webster darstellte.
Größeren Erfolg erreichte Fabares wieder ab 1989, als sie in der Sitcom Mit Herz und Scherz (Originaltitel Coach) die Hauptrolle der Christine Armstrong übernahm. Die Serie lief bis 1997 und Fabares wurde zweimal für den Emmy Award nominiert. In der Serie geht es um einen von Craig T. Nelson verkörperten Football-Coach, dessen Ehefrau, die Nachrichtensprecherin Christine, von Fabares dargestellt wurde. Von 1996 bis 2000 sprach sie in der Zeichentrickserie Superman sowie 2006 einem Videospiel die Martha Kent, zog sich aber im Laufe der 2000er-Jahre weitgehend aus dem Schauspielgeschäft zurück. Zwischen 2004 und 2017 war sie als Produzentin und Komiteemitglied an der Verleihung der Screen Actors Guild Awards beteiligt.
Fabares war in erster Ehe von 1963 bis 1980 mit dem Produzenten und Regisseur Lou Adler verheiratet. Seit 1984 ist sie mit dem Schauspieler Mike Farrell verheiratet.

## Filmografie (Auswahl)

### Filme
- 1955: The Girl Rush – Regie: Robert Parrish
- 1956: Böse Saat (The Bad Seed) – Regie: Mervyn LeRoy
- 1956: Nur du allein (Never Say goodbye) – Regie: Jerry Hopper
- 1957: Ein Herzschlag bis zur Ewigkeit (Jeanne Eagels) – Regie: George Sidney
- 1958: Die Liebe der Marjorie Morningstar (Marjorie Morningstar) – Regie: Irving Rapper
- 1964: Surfen auf Leben und Tod (Ride the Wild Surf) – Regie: Phil Karlson, Don Taylor
- 1965: Kurven-Lilly (Girl Happy) – Regie: Boris Sagal
- 1966: Sag niemals ja (Spinout) – Regie: Norman Taurog
- 1966: Beat! Beat! Beat! (Hold On!) – Regie: Arthur Lubin
- 1967: Nur nicht Millionär sein (Clambake) – Regie: Arthur H. Nadel
- 1971: Freunde bis in den Tod (Brian’s Song, Fernsehfilm) – Regie: Buzz Kulik
- 1979: Der Gauner und das Mädchen (Donovan’s Kid, Fernsehfilm)
- 1983: Die Schuld der Helden (Memorial Day, Fernsehfilm)
- 1985: The Canterville Ghost (Fernsehfilm)
- 1987: Danny, immer fünf Minuten zu spät (Hot Pursuit)
- 1990: Liebe, Geld und alles Andere (Love or Money)
- 1993: Das Biest hinter der Maske (Deadly Relations, Fernsehfilm)
- 1995: Feindliche Freundschaften (The Great Mom Swap, Fernsehfilm)
- 1998: Voll auf Risiko (Playing to Win: A Moment of Truth Movie, Fernsehfilm)
- 2006: Superman: Brainiac Attacks (Sprechrolle)

### Fernsehserien
- 1954/1958: Ihr Star: Loretta Young (Letter to Loretta, 2 Folgen)
- 1957: Fury (Fury – Die Abenteuer eines Pferdes, 1 Folge)
- 1958: Annette (14 Folgen)
- 1958–1965: Mutter ist die Allerbeste (The Donna Reed Show, 191 Folgen)
- 1964: Twilight Zone (The Twilight Zone, 1 Folge)
- 1968: Der Geist und Mrs. Muir (The Ghost & Mrs. Muir, 1 Folge)
- 1969: Daniel Boone (1 Folge)
- 1969–1972: Wo die Liebe hinfällt (Love, American Style, 3 Folgen)
- 1971: Mannix (1 Folge)
- 1972: Ein Sheriff in New York (McCloud, 1 Folge)
- 1972–1974: Der Nächste bitte! (The Brian Keith Show, 47 Folgen)
- 1974: Der Chef (Ironside, 1 Folge)
- 1975: California Cops – Neu im Einsatz (Neu im Einsatz, 1 Folge)
- 1974: Detektiv Rockford – Anruf genügt (The Rockford Files, Folge 1x12: Die Schatzsuche)
- 1975: Barnaby Jones (Folge 4x07)
- 1976: Dr. med. Marcus Welby (Marcus Welby, M.D., 1 Folge)
- 1976–1977: Lachen auf Rezept (The Practice, 27 Folgen)
- 1978: Vegas (Vega$, Folge: Ein Spiel mit drei Damen)
- 1978: Der unglaubliche Hulk (The Incredible Hulk, 1 Folge)
- 1978–1981: Fantasy Island (4 Folgen)
- 1978–1984: One Day at a Time (26 Folgen)
- 1979: Hallo Larry (Hello, Larry, 3 Folgen)
- 1980–1981: Mork vom Ork (Mork & Mindy, 3 Folgen)
- 1980–1985: Love Boat (The Love Boat, 3 Folgen)
- 1983: Matt Houston (1 Folge)
- 1989: Mord ist ihr Hobby (Murder, She Wrote, 2 Folgen)
- 1989–1997: Mit Herz und Scherz (Coach, 198 Folgen)

## Diskografie

### Studioalben
| Jahr | Titel                         | Höchstplatzierung, Gesamtwochen, AuszeichnungChartsChartplatzierungen (Jahr, Titel, Platzierungen, Wochen, Auszeichnungen, Anmerkungen) | Anmerkungen                |
| Jahr | Titel                         | US | Anmerkungen                |
| ---- | ----------------------------- | --- | -------------------------- |
| 1962 | Shelley!                      | US106 (11 Wo.)US | Erstveröffentlichung: 1962 |
| 1962 | The Things We Did Last Summer | US121 (5 Wo.)US | Erstveröffentlichung: 1962 |
| 1963 | Teenage Triangle              | US48 (14 Wo.)US | Erstveröffentlichung: 1963 |

Weitere Studioalben
- 1963: Bye Bye Birdie
- 1964: More Teenage Triangle
- 1989: Rare Items And Big Hits
- 1994: The Best of
- 2005: Johnny Angel
- 2009: Shelley Fabares Meets Paul Petersen
- 2014: Growing Up-The 1962

### Singles
| Jahr | Titel Album                                   | Höchstplatzierung, Gesamtwochen, AuszeichnungChartplatzierungen (Jahr, Titel, Album, Platzierungen, Wochen, Auszeichnungen, Anmerkungen) | Höchstplatzierung, Gesamtwochen, AuszeichnungChartplatzierungen (Jahr, Titel, Album, Platzierungen, Wochen, Auszeichnungen, Anmerkungen) | Anmerkungen                        |
| Jahr | Titel Album                                   | UK | US | Anmerkungen                        |
| ---- | --------------------------------------------- | --- | --- | ---------------------------------- |
| 1962 | Johnny Angel Shelley!                         | UK41 (4 Wo.)UK | US1 (15 Wo.)US | Erstveröffentlichung: Februar 1962 |
| 1962 | Johnny Loves Me The Things We Did Last Summer | — | US21 (10 Wo.)US | Erstveröffentlichung: Mai 1962     |
| 1962 | The Things We Did Last Summer                 | — | US46 (6 Wo.)US | Erstveröffentlichung: August 1962  |
| 1963 | Ronnie, Call Me When You Get a Chance –       | — | US72 (5 Wo.)US | Erstveröffentlichung: März 1963    |